# 시그니
시그니(소말리어: shigni) 또는 시드니(소말리어: shidni)는 소말리아의 고추 소스 또는 차트니이다. 고추를 양파, 마늘, 토마토, 레몬즙, 고수와 함께 갈아 만들며, 대추야자나 타마린드, 토마토페이스트 등을 넣기도 한다. 기호에 따라 소금과 식초를 넣어 간한다. 카놀라유 등 기름에 하와시 등 향신료를 넣고 볶아 향을 낸 다음 다른 재료들을 넣어 섞거나 익히기도 한다.

## 같이 보기
- 살사
- 아히